# 四条通

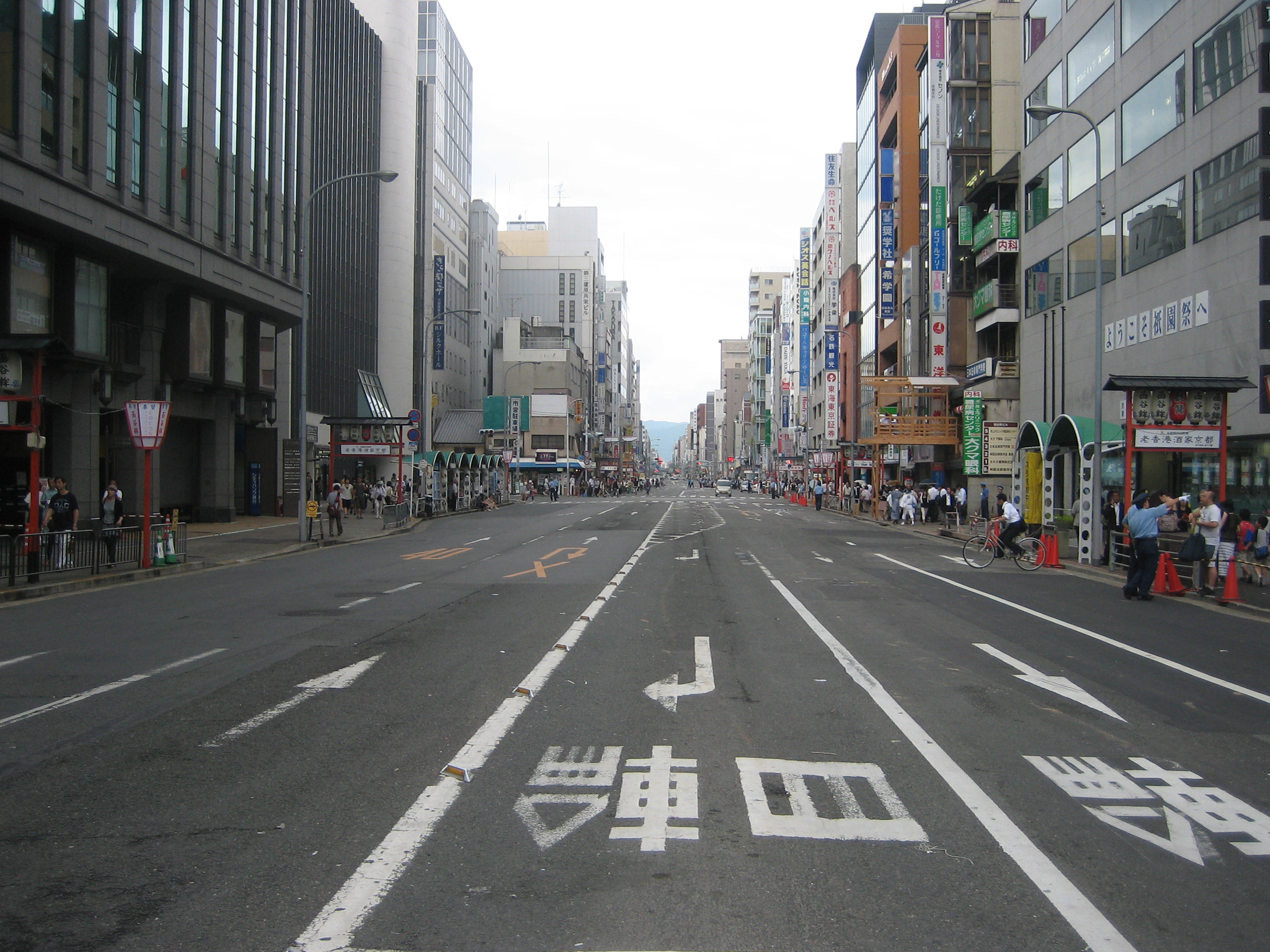
四条通

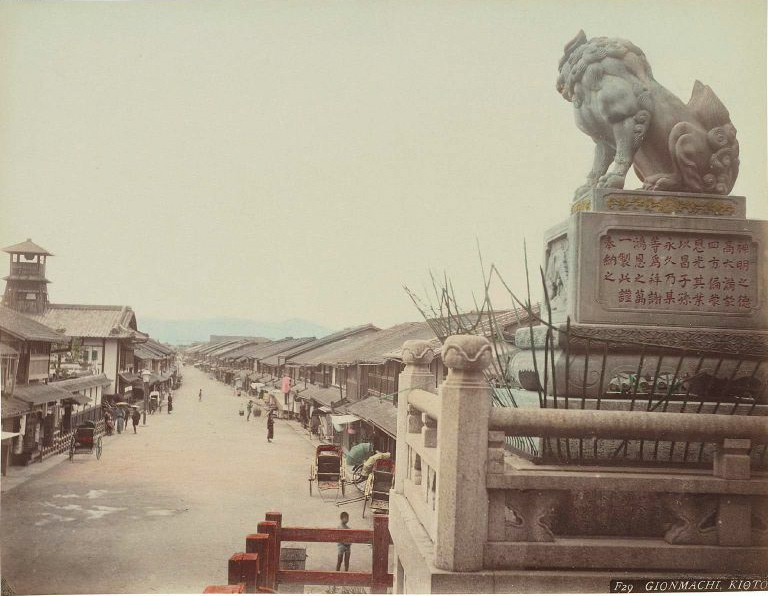
四条通，1886

四条通是日本京都市一條東西向横貫市中心的主要道路，古為平安京的四條大路。

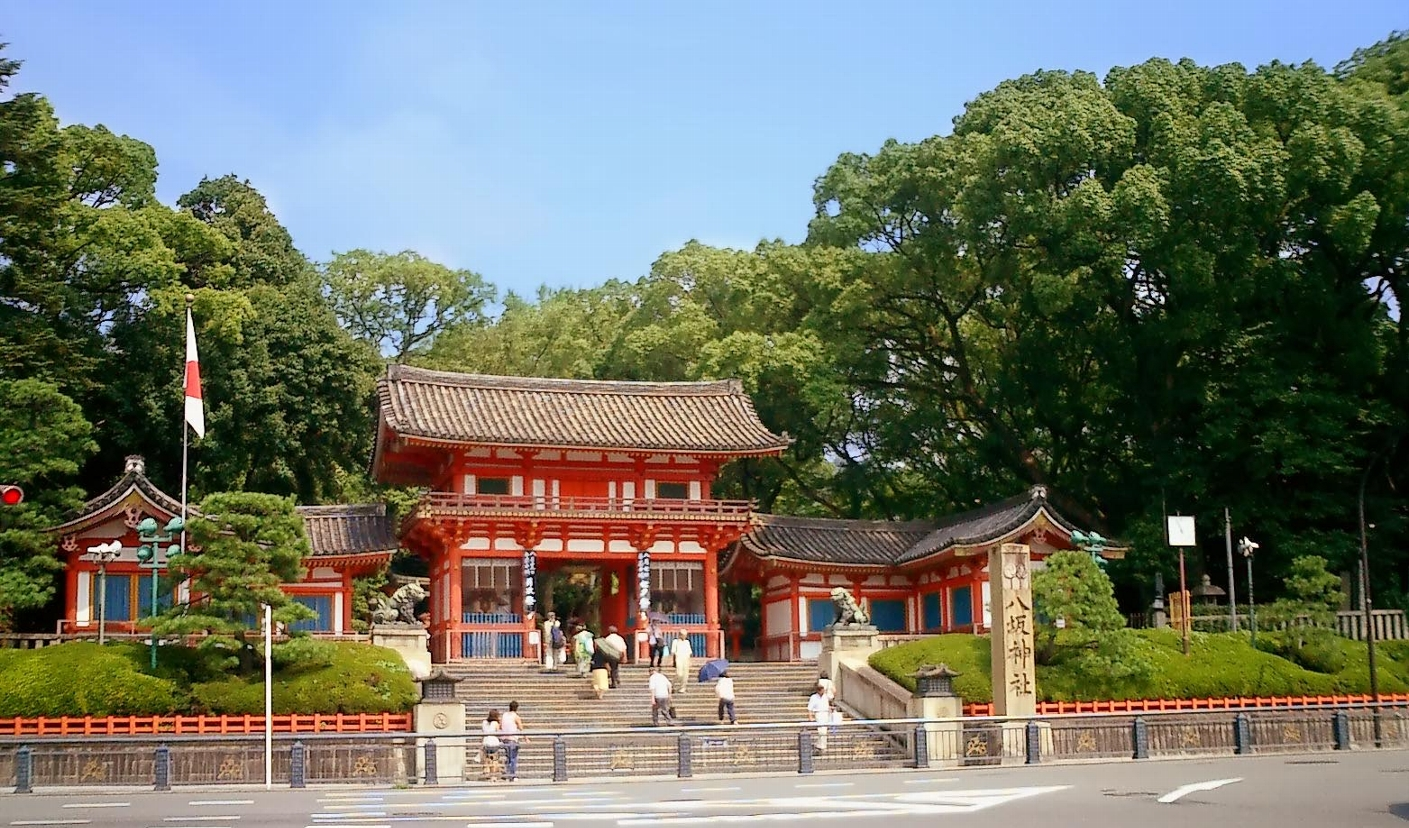
八坂神社

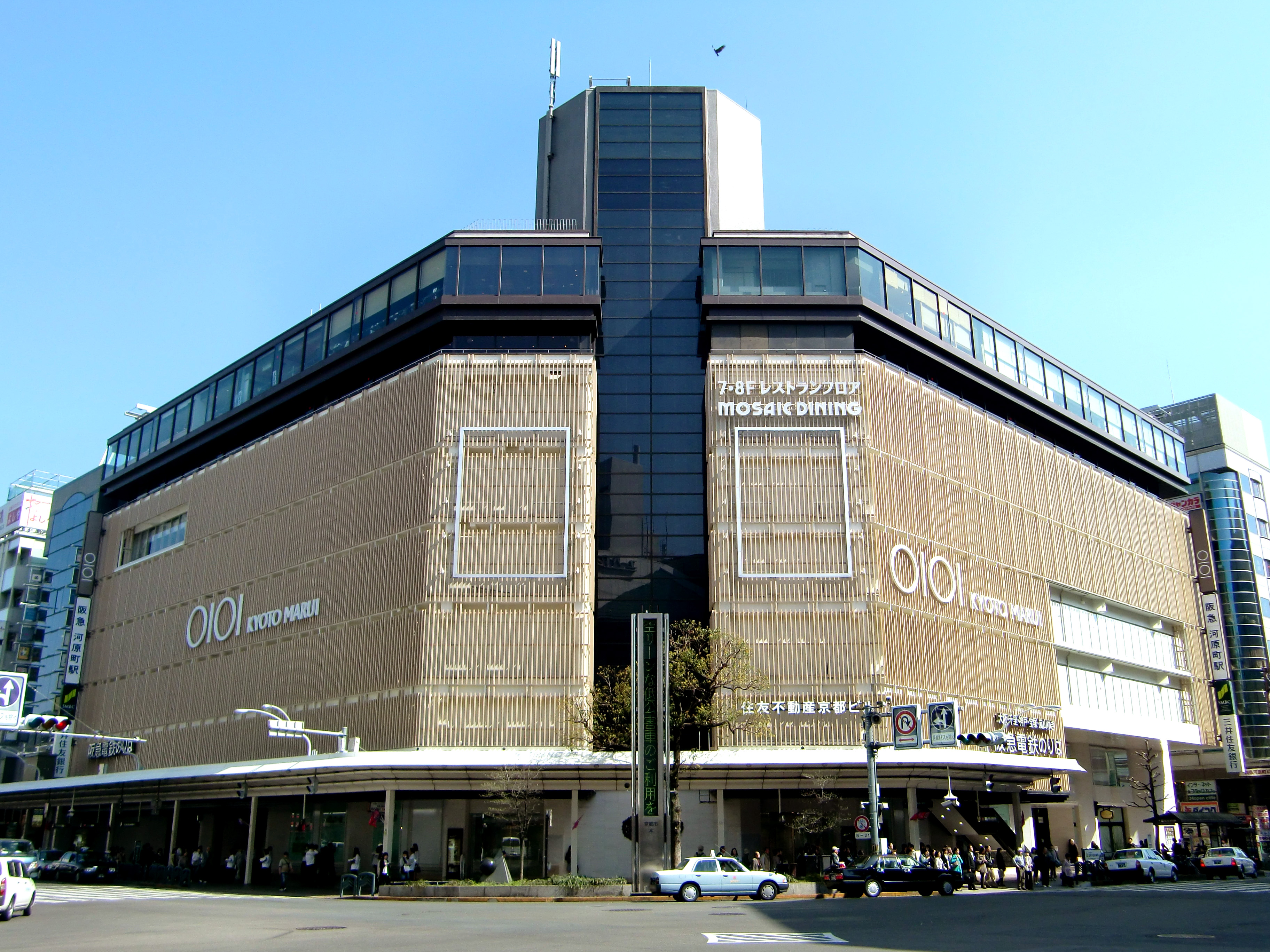
Kyoto Marui

四條通東起八坂神社，極西側則是松尾大社，從祇園到四条乌丸的這一段乃四條通最為繁華之街區。途經知名景點花見小路通，經過歌舞伎重鎮南座，並於四条大桥越過鴨川，再至四條烏丸，街上有大丸、丸井及藤井大丸等百貨公司，與河原町通形成的十字路口（四条河原町）更是京都市的重點購物區之一。
京都市在八坂神社到烏丸通的這一段街區實施强制禁烟。

## 公共交通
京都电车四条线自1912年至1972年在此运行（介乎祇园和四条大宫）。